# Naproxcinod
Le Naproxcinod (Nitronaproxen, AZD-3582, HCT-3012) est un médicament anti-inflammatoire non stéroïdien (AINS) de la classe des CINODs qui peut être utilisé dans le traitement des signes de  l'arthrose et des états douloureux aigus. Le Naproxcinod est le médicament phare développé par la société de biotechnologie française Nicox. Il s’agit d’un composé anti-inflammatoire donneur d’oxyde nitrique unique et le premier de la classe des CINOD (inhibiteur de cyclooxygénase à libération de monoxyde d'azote). Cette molécule est composée du Naproxène ainsi qu'une molécule d'oxyde nitrique connue pour ses utilisations thérapeutiques.
La technologie de Nicox est basée sur l'ajout d'un groupe donneur d’oxyde nitrique (NO) sur des médicaments conventionnels afin de créer de nouvelles entités chimiques. Cette utilisation de l'oxyde nitrique pourrait permettre d'améliorer à la tolérance et l'efficacité des médicaments existants mais aussi permettre leur utilisation dans différentes applications thérapeutiques. Le Prix Nobel de Médecine et de Physiologie fut décerné en 1998 à Ferid Murad, Robert F. Furchgott, et Louis J. Ignarro pour leurs travaux sur les fonctions de neurotransmission du NO. Ces travaux sont à l'origine de la fondation de Nicox. L'oxyde nitrique apparait dans près de 3000 articles médicaux et biologiques chaque année.
En décembre 2006, la revue Scientific American a distingué le Naproxcinod dans sa liste annuelle des 10 médicaments les plus prometteurs.

## Caractéristiques du Naproxcinod

### Efficacité sur la douleur
Les trois études de phase III menées par Nicox ont permis de démontrer que le Naproxcinod était efficace pour lutter à la fois contre les douleurs de l'arthrose du genou mais aussi contre celles de l'arthrose de la hanche. De plus des études de phase 2 avaient permis de conclure que le Naproxcinod  avait la même efficacité que le rofécoxib pour lutter contre la douleur de l'arthrose du genou.

### Profil de tension artérielle similaire à unplacebo
Les risques cardiovasculaires engendrés par les COX 2 comme le rofécoxib, retiré du marché ou le célécoxib, sont en partie dus à une faible augmentation de la tension artérielle, en particulier chez les sujets hypertendus. Les AINS sont responsables, chaque année en France, de nombreux décès.
D'après Jacob Karsh Professeur de médecine (Université d'Ottawa) : Certains risques des AINS traditionnels étaient bien connus avant l'apparition des inhibiteurs sélectifs de la cyclo-oxygénase 2 (COX 2) ou coxibs. Chaque année, 16 000 décès aux États-Unis et 1 900 au Canada étaient attribuables à des perforations, obstructions ou saignements gastriques provoqués par les AINS. L'utilisation des AINS était en outre compliquée par d'autres effets secondaires, notamment l'hypertension, l'insuffisance cardiaque et l'insuffisance rénale.
Le naproxcinod est métabolisé par le foie pour donner du naproxène et un groupement donneur d’oxyde nitrique, et l’oxyde nitrique endothélial joue un rôle important dans le contrôle de la pression artérielle. La technologie de NicOx pourrait par conséquent doter le naproxcinod d’un profil de pression artérielle amélioré et des mesures de pression artérielle ont été effectuées pendant le programme de phase 3 pour explorer cette possibilité. Ces résultats ont été publiés par Nicox le 17 décembre 2008 dans une étude 304 comprenant environ 2 800 patients. Cette caractéristique semble particulièrement importante dans la mesure où la moitié des patients souffrant d'arthrose sont aussi hypertendus.

### Tolérance gastrique
La sécurité cardiovasculaire des médicaments de la classe des AINS est au cœur des préoccupations de la communauté médicale. Mais ces produits ont aussi été associés à des effets secondaires gastro-intestinaux, allant de simples indispositions gastriques à des saignements pouvant être mortels.
Diverses études ont montré que le Naproxcinod possédait un meilleur profil gastrique que le Naproxène notamment en ce qui concernait la muqueuse gastro-duodénale sans faire disparaitre les risques de pathologie de l'estomac. > Sécurité d'emploi du naproxcinod.[réf. nécessaire]

## L'impact d'une baisse de la tension artérielle
Lors des réunions concernant les AINS, la Food & Drug Administration FDA a mis en évidence le rôle important de limiter l'augmentation de la tension artérielle.
La capacité du Naproxcinod à ne pas augmenter la pression artérielle réduit ainsi une partie importante des risques cardiovasculaires liés à l'utilisation d'AINS.[réf. nécessaire]
Le Dr Garret FitzGerald, Professeur de Médicine et de Pharmacologie à l’« University of Pennsylvania School of Medicine », a commenté : « Ces derniers résultats sur le naproxcinod renforcent ceux des études précédentes. Ils montrent un profil de pression artérielle similaire au placébo dans une large population de patients arthrosiques traités de façon chronique dans trois études majeures de phase 3. Ces résultats révèlent également que le naproxcinod est moins susceptible d’augmenter la pression artérielle que le naproxène, un AINS couramment utilisé. La prise de conscience croissante de la prévalence de l’hypertension parmi les patients souffrant d’arthrose et sa pertinence en tant que complication liée à l’utilisation des AINS suggèrent que le naproxcinod sera une nouvelle option intéressante pour les médecins » Cette étude confirme que le naproxinod élève la pression artérielle systolique même si c'est dans une plus petite portion de population étudiée par rapport au naproxène.

## La suite du développement et la commercialisation
NicOx a terminé un programme règlementaire de phase 3 pour le naproxcinod chez des patients atteints d’arthrose du genou (études 301 et 302) et de la hanche (étude 303), les trois études montrant des résultats statistiques hautement significatifs sur les trois critères d’évaluation principaux portant sur l’efficacité[Lesquels ?].
NicOx a soumis un dossier de New Drug Application (NDA) pour le naproxcinod en septembre 2009 auprès de la Food and Drug Administration américaine (FDA).
Le comité d'expert de la FDA n'a pas été convaincu : 14 contres 1 pour 1 abstention. La FDA a suivi le comité d'expert, rejet de la demande de Nicox.
Pour le marché européen, un dossier de demande d’Autorisation de Mise sur le Marché (AMM – Marketing Authorization Application, MAA) a été soumis auprès de l’Agence Européenne des Médicaments (European Medicines Agency, EMEA) le 23 décembre 2009, dossier recevable le 22 janvier 2010. Dans le cas d'un accord, la commercialisation aurait pu débuter, avec un partenaire, à la fin de l'année 2010.
NicOx a annoncé le 20 avril 2011 sa décision de retirer le dossier de demande d'autorisation de mise sur le marché du naproxcinod soumis auprès de l'EMEA en vue d'une commercialisation en Europe.
Le naproxcinod a été licencié par Nicox à l’entreprise américaine Fera Pharmaceuticals en 2015. En 2022, il fait encore l’objet de recherches cliniques, notamment dans la Covid-19 et la drépanocytose.